# Flamencs (animal)
Els flamencs o àlics són els membres d'un grup d'ocells neognats que pertanyen a l'ordre dels ciconiformes, família dels fenicoptèrids (Phoenicopteridae) i l'ordre dels fenicopteriformes (Phoenicopteriformes). Es distingeixen sis espècies, quatre del Nou Món i dues del Vell.Es troben a tots els continents, a excepció d'Oceania

## Morfologia

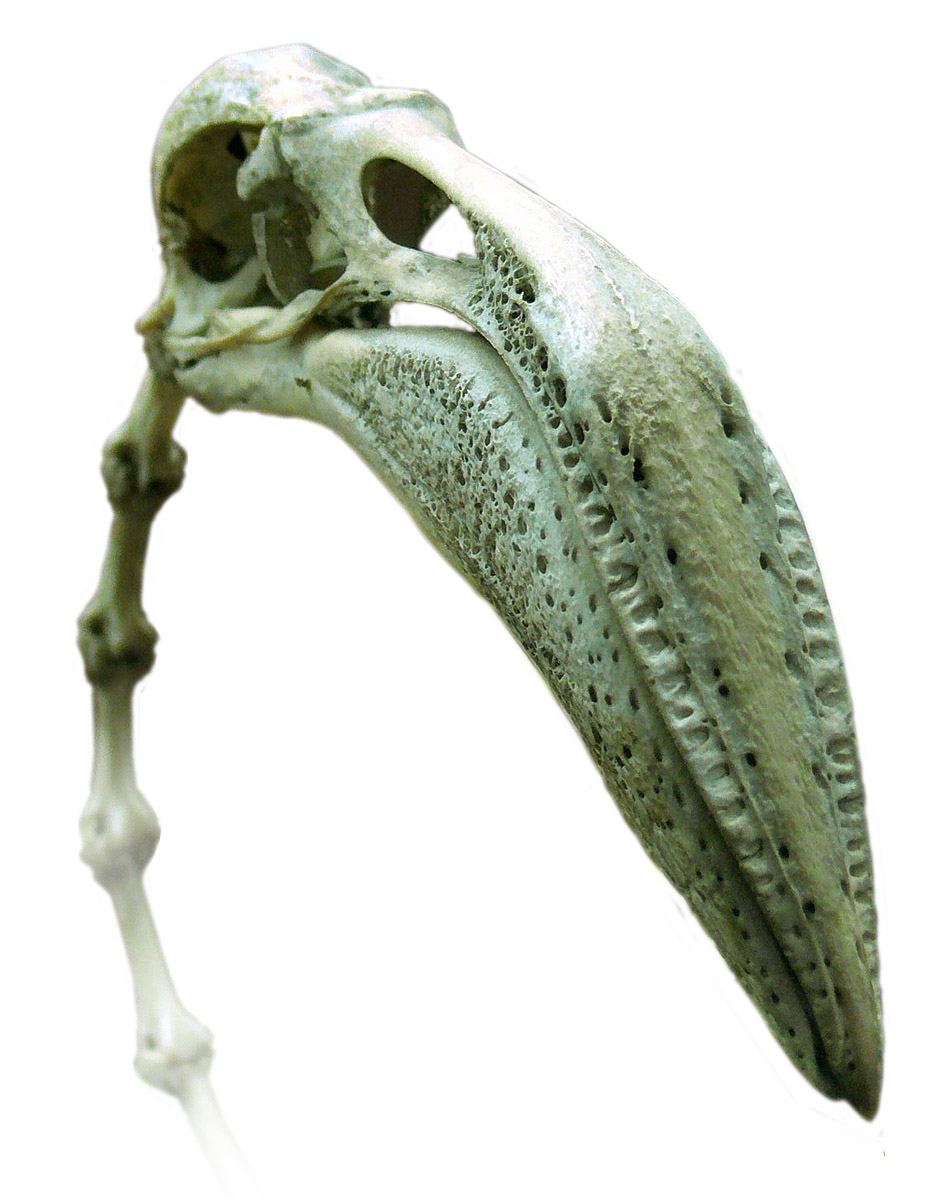
Esquelet de flamenc mostrant l'especialitzat bec

Són aus molt esveltes, d'entre 80 cm i 1,40 m de llarg, amb potes i colol molt llargs. Tenen el crani de setze a vint vèrtebres cervicals i peus anisodàctils.El bec és molt característic i perfectament adaptat per furgar al fang. La mandíbula superior és més petita que la inferior que és l'única mòbil. El bec té una pronunciada curvatura cap avall i està dotat d'unes laminetes internes per retenir les substàncies alimentàries per filtrar el llim. Els peus tenen quatre dits, els tres davanters units per una membrana i el posterior molt petit.
Totes les espècies són de color rosa més o menys fort, des del rosa clar gairebé blanc del flamenc europeu (Phoenicopterus roseus), fins al color salmó del flamenc del Carib (Phoenicopterus ruber)

## Alimentació
Els flamencs s'alimenten en zones d'aigües salobres, mitjançant filtració, d'algues verdiblaves (cianobacteris), mol·luscs i crustacis, principalment del gènere Artèmia, que filtren del fang i l'aigua a través d'estructures peludes als becs. Aquestes són les úniques aus que filtren el menjar, segons el mateix mètode que utilitzen les balenes. Per a aquest objectiu, els flamencs submergeixen el bec a l'aigua al revés i es porten petites plantes i petits animals filtrant l'aliment amb l'aigua i utilitzant unes petites tires (lamel·les) i utilitzant la llengua aspra com a pistó. S'alimenten en llacs poc profunds, de vegades en grups de fins a un milió de membres.
El color rosat o vermellós dels flamencs prové de les proteïnes del carotè obtingudes de la seva dieta d'animals i plantes: el plàncton. Aquestes proteïnes es descomponen en pigments que són digerits per enzims. La font varia segons l'espècie que influeix en la quantitat de color. Els flamencs que tenen com única dieta algues verdes són més brillants en comparació amb aquells que les prenen com a font secundària. Els flamencs dels zoològics, que sovint no obtenen la millora del color per la seva dieta, poden rebre el pigment addicional Cantaxantina.

## Color

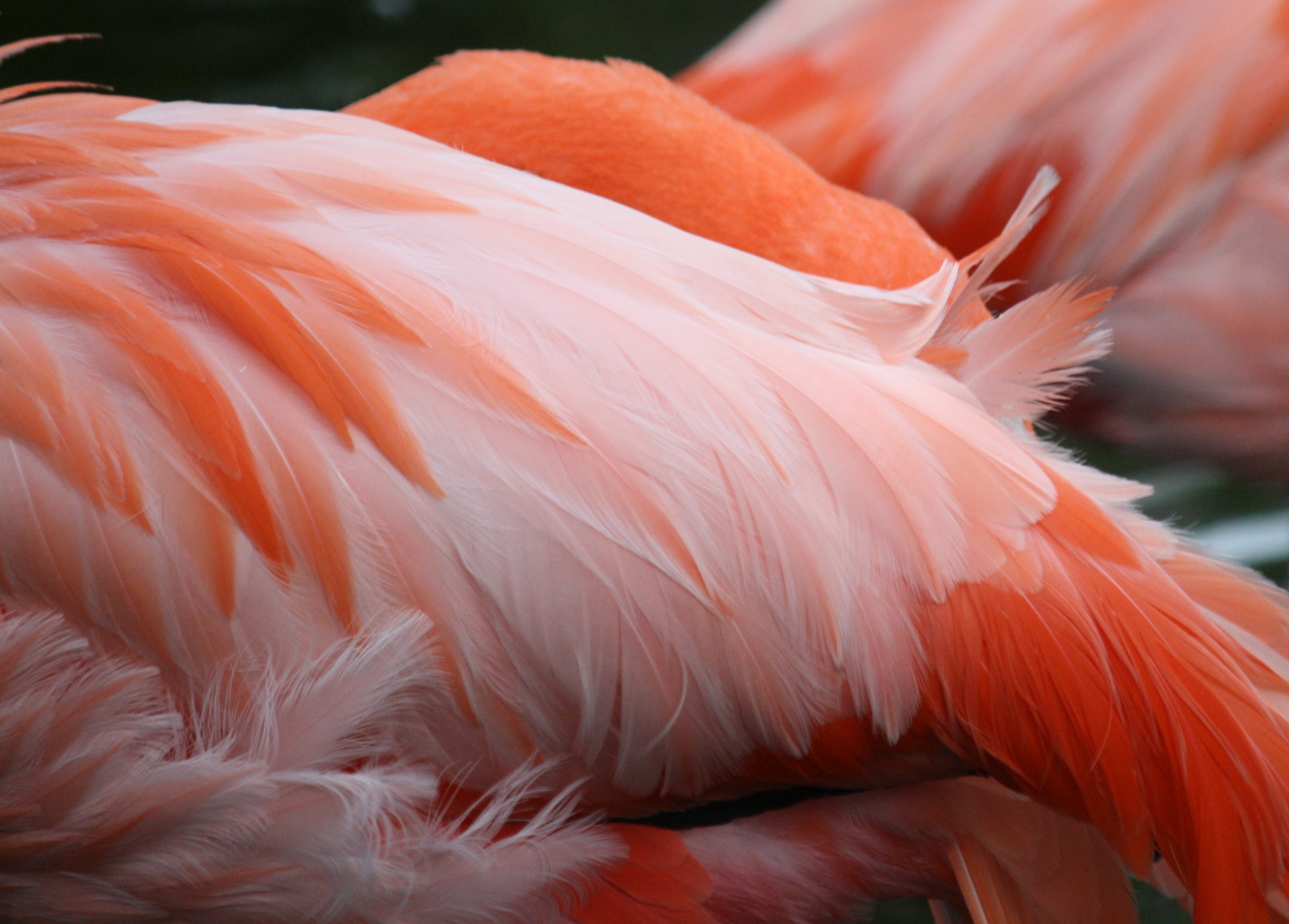
Detall de plomatge d'exemplar de Phoenicopterus ruber en captivitat

Les cries de flamenc surten de la closca amb el plomatge gris, però les plomes de l'adult són de color rosa lluminós a vermell, a causa de carotenoides obtinguts del seu aliment.
Els flamencs subadults són més pàl·lids amb potes fosques. Els adults que alimenten els pollets també es tornen més pàl·lids, però conserven les potes de color rosa brillant. Les secrecions de la glàndula uropígea també contenen carotenoides. Durant l'època de reproducció, els flamencs més grans augmenten la freqüència de les seves secrecions uropigials que s'estenen sobre les seves plomes i milloren així el seu color. Aquest ús cosmètic de les secrecions uropigials s'ha descrit com una aplicació de "maquillatge".
Un flamenc que s'alimenta bé i saludable és de color rosa lluminós a vermell. El flamenc més rosat és el més desitjable com a parella, mentre que si l'individu és de color blanc o pàl·lid és simptoma que pot estar malalt o pot haver patit alguna deficiència nutricional.

## Cicle vital
Els flamencs necessiten grans extensions d'aigua poc profunda, normalment salina, salobre o alcalina, des del nivell del mar fins a 5000 m.s.n.m. Els flamencs són aus molt socials que viuen a colònies amb individus que es poden comptar per milers. Aquestes grans colònies serveixen a tres propòsits: evitar l'acció dels depredadors, expandir el seu aliment i optimitzar els escassos llocs adequats per niar. La unitat social més bàsica i estable dels flamencs és la parella que formen a partir d'un mascle i una femella. Aquest vincle entre ells tendeix a ser fort; no obstant, en colònies més grans, on hi ha més parelles elegibles, poden ocórrer canvis de parella. En parelles, tant el mascle com la femella contribueixen a construir el niu per criar l'ou i en la seva defensa. Abans de reproduir-se, les colònies de flamencs es divideixen en grups reproductors entre 15 i 50 aus. Tots dos sexes en aquests grups realitzen exhibicions rituals coreografiades i sincronitzades. Aquestes cerimònies serveixen tant per estimular la nidificació sincrònica com per establir la formació de parelles en aus que encara no tenen parella.
Les parelles de flamencs estableixen i defensen territoris de nidificació. Localitzen al fang un lloc adequat per construir el niu, que sol ser elegit per la femella. La construcció del niu també es pot veure interrompuda per una altra parella que intenta robar el lloc del niu. Els flamencs defensen ardentment els seus nius i les seves cries. Després de l'eclosió, l'únic esforç dels pares és alimentar els pollets. Els flamencs produeixen llet de pap, igual que els coloms i les tortugues, gràcies a l'acció d'una hormona anomenada prolactina. Conté més greix i menys proteïnes que aquest últim i es produeix en glàndules situades a la part superior del sistema digestiu, no exactament al cos. Tots dos pares cuiden les seves cries, i els flamencs joves mengen aquesta llet, que també conté glòbuls vermells i blancs. Durant els primers sis dies, tant els adults com les cries romanen als llocs de nidificació. Després d'uns set a vint dies, els pollets es comencen a moure i explorar el seu entorn. Després de dues setmanes, els pollets s'uneixen a grups anomenats "petits vivers" o "guarderies" i els seus pares immediatament els abandonen en el si d'aquests grups. Més tard, les petites guarderies s'uneixen per formar un grup més gran que conté milers de joves pollets. Aquells exemplars que no romanen a les seves escoles bressol són vulnerables als depredadors.

## Migració

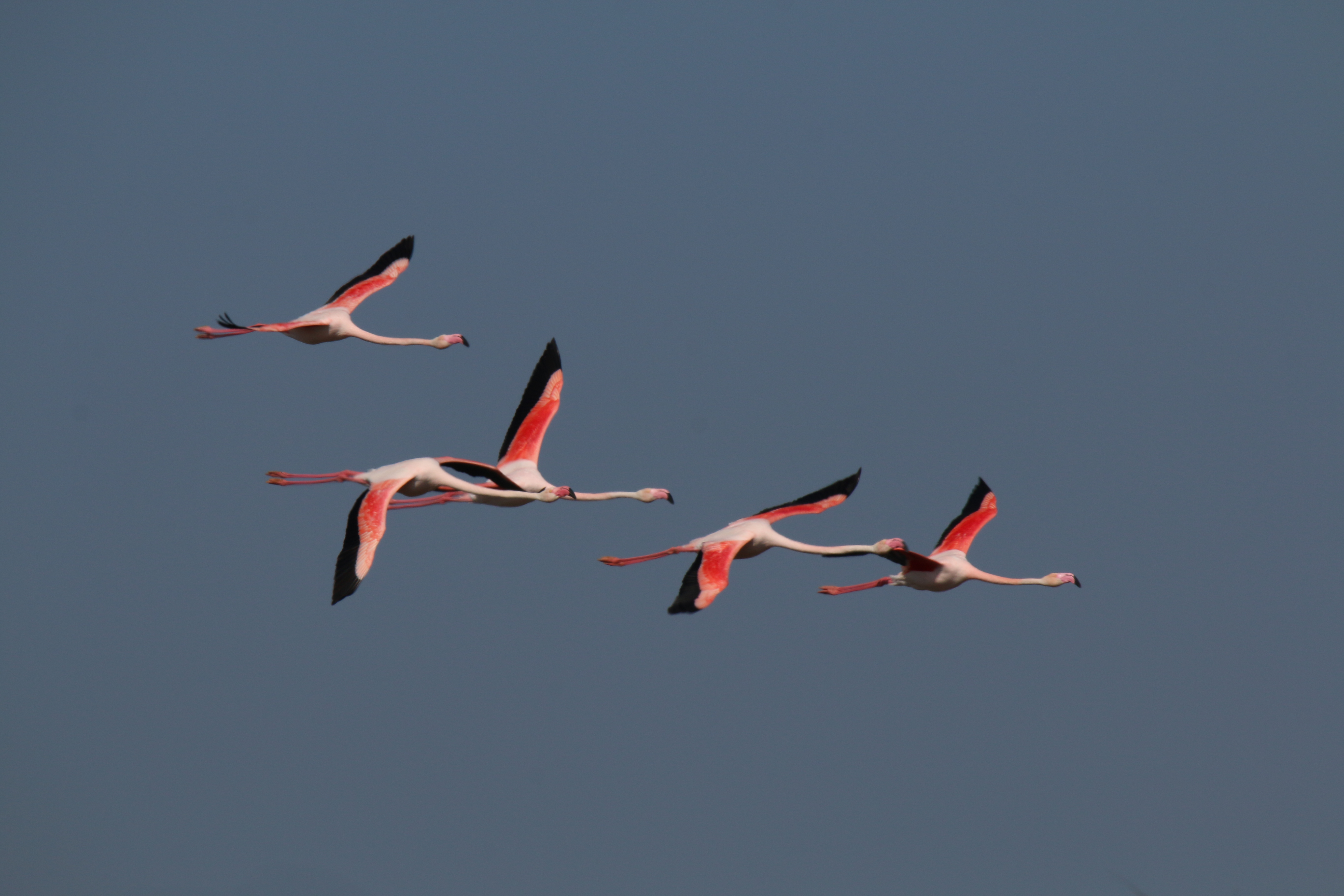
Exemplars en vol en forma V de Phoenicopterus roseus a la Réserve naturelle régionale du Scamandre (Occitània)

El flamenc comú, Phoenicopterus roseus, té una gran capacitat de dispersió. Les poblacions reproductores del nord d'Àsia migren cap al sud per hivernar al llarg de les costes meridionals del mar Caspi. Les poblacions de l'Orient Mitjà i d'Europa són parcialment migratòries, amb una part d'aquestes poblacions migrant cap al sud a la tardor cap al nord d'Àfrica i la península Aràbiga, i tornant a la primavera. Les poblacions reproductores als llacs de la Gran Vall del Rift són principalment residents durant tot l'any i fan moviments entre els llacs. La dispersió de les zones de cria estàn relacionades amb la filopatria natal, l'experiència, el domini,  i les vies de migració preferents. Les variacions en els nivells freàtics de les zones de cria poden influir en els canvis que mostren algunes poblacions al llarg del temps, com les experimentades entre els espais de La Camarga (Sud de França) i Fuente de Piedra (Espanya).
Els flamencs s'alineen en files o en forma de V per minimitzar els costos energètics de volar amb el coll i potes estirats.El dimorfisme de la mida entre mascles i famelles comporta una menor potència mecànica requerida en el viatge en femelles respecte als mascles. En els flamencs comuns, la densitat mineral òssia del flamenc per l'adaptació al vol de l'aleteig és menor que en altres ocells que utilitzen estratègies de vol menys costoses.
Al contient americà les espècies de flamenc no solem migrar. El flamenc americà, Phoenicopterus ruber, es distribuïeix per tot el Carib, Amèrica del Nord i del Sud. A Les principals colònies de reproducció (Bahames, Bonaire, Cuba, Equador, Mèxic i Veneçuela, cal afegir-hi Colòmbia, Curaçao, Illes Turks i Caicos).  El Flamenc de Xile, Phoenicopterus chilensis nidifica a l'Argentina, Bolivia, Xile, Perù i Uruguai, mentre que al sud de Brasil es mou sense reproduir-se en espais diferents. Se'l pot trobar també a l'Equador, Paraguai i les Illes Maldives.

## Taxonomia
Els flamencs es classifiquen en sis espècies vivents:
- Gènere Phoenicopterus, amb tres espècies.
  - Phoenicopterus chilensis, flamenc xilè, flamenc austral o parihuana, de Sud-amèrica austral (l'espècie més austral de la família, tant en la distribució de vida com en nidificació). És l'espècie més petita al gènere.[36][37]
  - Phoenicopterus roseus, flamenc rosat, (Peter Simon Pallas,1811) comú o gran flamenc. Viu l'Àfrica, Àsia i Europa. És l'espècie més gran en el gènere.[38][26]
  - Phoenicopterus ruber, flamenc del Carib, de Centreamèrica i el nord de Sud-amèrica.[39][40]
- Gènere Phoeniconaias, amb una espècie: el flamenc menut (Phoeniconaias minor).[41]
- Gènere Phoenicoparrus, amb dues espècies.
  - Phoenicoparrus jamesi - flamenc de James. Aiguamolls de l Perú, Xile, Bolívia i l'Argentina[42]
  - Phoenicoparrus andinus - flamenc dels Andes. Zones humides dels alts Andes, al sud del Perú, Bolívia, nord de Xile i nord-oest de l'Argentina.[43]

- Flamencs europeus (Phoenicopterus)
- Flamencs del Carib (Phoenicopterus)
- Flamencs de James (Phoenicoparrus)
- Parella de flamencs andins (Phoenicoparrus)
- Flamenc austral o xilè (Phoenicopterus)
- Flamenc menut a l'India (Phoeniconaias)

### Relacions taxonòmiques
El gènere Phoenicopterus se separa de Phoenicoparrus, entre altres característiques, per presentar una estructura del bec força diferent, ja que és més primitiu, adequat per capturar preses més grans, com mol·luscs i crustacis. A més, posseeix un hallux, dit gran del peu. L'estructura del bec a Phoenicoparrus és profundament aquillada amb un aparell filtrador més especialitzat, amb bulb en secció transversal apte per a la captura de preses molt petites, com algues verd-blaves i diatomees.
La importància d'aquestes característiques en la designació d'un gènere propi havia estat posada en dubte. Els resultats de d'una anàlisi d'hibridació d'ADN publicada l'any 1990, va permetre trobat petites distàncies genètiques entre tots els representants de la família, Phoenicoparrus, que passar a ser sinònim de Phoenicopterus.
Nous estudis genètics de tots els tàxons de la família emprant mostres de dotze loci nuclears i dos loci mitocondrials, van generar un robust arbre filogenètic amb un alt nivell de suport mitjançant el mètode Bootstrap amb màxima versemblança. Es detectà una profunda separació entre els flamencs majors i menors, que va justificar que fossin novament dividits en almenys dos gèneres, en fusionar al monotípic gènere Phoeniconaias, amb la seva única espècie: Phoeniconaias minor. Les espècies sud-americanes, Phoenicoparrus, els hi falta un dit del peu.
Els clades de Phoenicoparrus i Phoenicopterus van divergir al Pliocè o al Plistocè primerenc (1,7 a 3,9 milions d'anys enrere).

## Fòssils

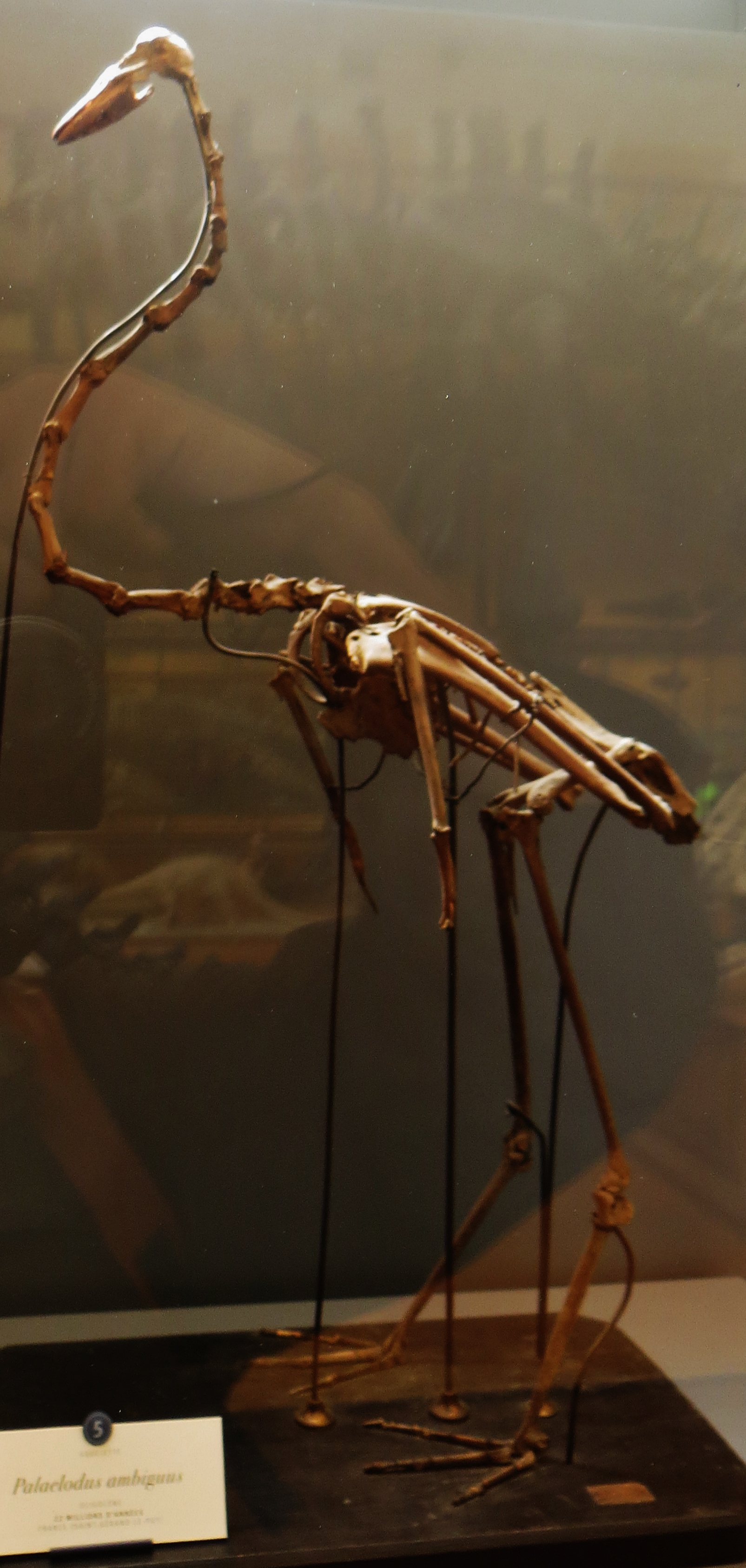
Fòssil de Palaelodus ambiguus dels Palaelodidae o "flamencs nedadors".

A més de les espècies vivents, s'han descrit nombroses espècies sobre la base del registre fòssil:
- Espècies prehistóriques de "Phoeniconotius" o "Phoenicopterus":
  - Phoenicopterus croizeti (Oligocè mitjà – Miocè mitjà d'Europa Central)[49]
  - Phoenicopterus floridanus, Brodkorb,1953 (Pliocè primerenc a Florida)[50]
  - Phoenicopterus stocki, Miller, 1944 (Pliocè Mitjà de Racó, Chihuahua, Mèxic)[51]
  - Phoenicopterus copei, Shufeldt, 1892 (Plistocè tardà d'Oregon, a l'oest d'Amèrica del Nord i al centre de Mèxic)[52]
  - Phoenicopterus minutus, Howard, 1955 (Plistocè Superior de Califòrnia)[53]
  - Phoenicopterus eyrensis, (Oligocè tardà d'Austràlia Meridional).[54]
  - Phoenicopterus aethiopicus
- Elornis (Eocè mitjà – Oligocè primerenc) – incloent Actiornis[55]
- Flamencs sendet. gen. y sp. (Miocè tardà de San José, Uruguai)[56]

Els flamencs estan ben documentats en el registre fòssil, i el primer membre inconfusible de la família actual serien els flamencs Elornis coneguts de l'Eocè tardà. Un nombre considerable d'aus poc conegudes de finals del Cretaci de vegades es consideren ancestres dels flamencs. Aquests inclourien els gèneres Torotix, Scaniornis, Gallornis, Agnopterus, Tiliornis, Juncitarsus i Kashinia, mostrant una barreja de caràcters, sent altament plesiomòrfics en comparació amb les aus modernes. El suposat "flamenc del Cretaci" "Parascaniornis" és en realitat sinònim de "Baptornis"i no un parent proper de cap au viva. Una família extinta de peculiars "flamencs nedadors", és a dir, Palaelodidae, està relacionada amb els flamencs moderns. Això de vegades és contestat pels investigadors, perquè el fòssil "Elornis" és una mica anterior als flamencs paleoldats.

## Flamencs en la història
La representació mes antiga d'un flamenc per part de l'home data 5.000 anys aC, a l'Edat de Pedra, a una cova de Sierra Momia a Cadis (Espanya)
Els egipcis van representar els flamencs en els seus jeroglífics al temple de Tutmosis III,a Deir-el-Bahari de la Dinastia XVIII. Escriptors grecs com Aristofanes va escriure sobre el flamenc en la seva obra sobre Els ocells. A la Roma Antiga es construïen aviaris en els quals hi podien criar flamencs, ja que la seva llengua era consdierada una delicatessen gastronòmica. Els glifs de l'arquitectura maia es descriuen les plomes vermelles del flamenc en les dances i en la seva mitologia.
Durant l'Edat Mitjana els flamencs es representen en les miniatures dels bestiaris,es cofonen amb l'au fènix, i són objecte de representació en escenes de falconeria, ja que cal tenir en compte que els plats de carn de flamenc van ser objecte d'alta cuina fins ben entrat el s. XVIII.
Els flamencs també han estat objecte de la història de l'art. Els trobem il·lustrats en obres tant destacades com: Historia Animalium de Conrad Gesner (1553); The natural history of Carolina, Florida and the Bahama Islands: containing the figures of birds, beasts, fishes, serpents, insects, and plants de Mark Catesby (1731), Musei Leveriani explicatio, anglica et latina de George Shaw amb il·lustracions de Charles Reuben Ryley (1792), Le règne animal distribué d'après son organisation de Georges Cuvier - Tome 4 (1817) o la reconeguda The Birds of America de John James Audubon amb il·lustració de Julius Bien (1861).
- Phoenicopterus roseus a l'obra Historia Animalium de Conrad Gessner (1553)
- Phoenicopterus ruber amb planta Keratophyton a Natural History.. de Mark Catesby (1731)
- Exemplar de Phoenicopterus a l'obra Musei Leveriani explicatio .. de George Shaw (1817)
- Phoenicopterus ruber a Birds of America de John James Adubon (1861)

## El Flamenc als Països Catalans

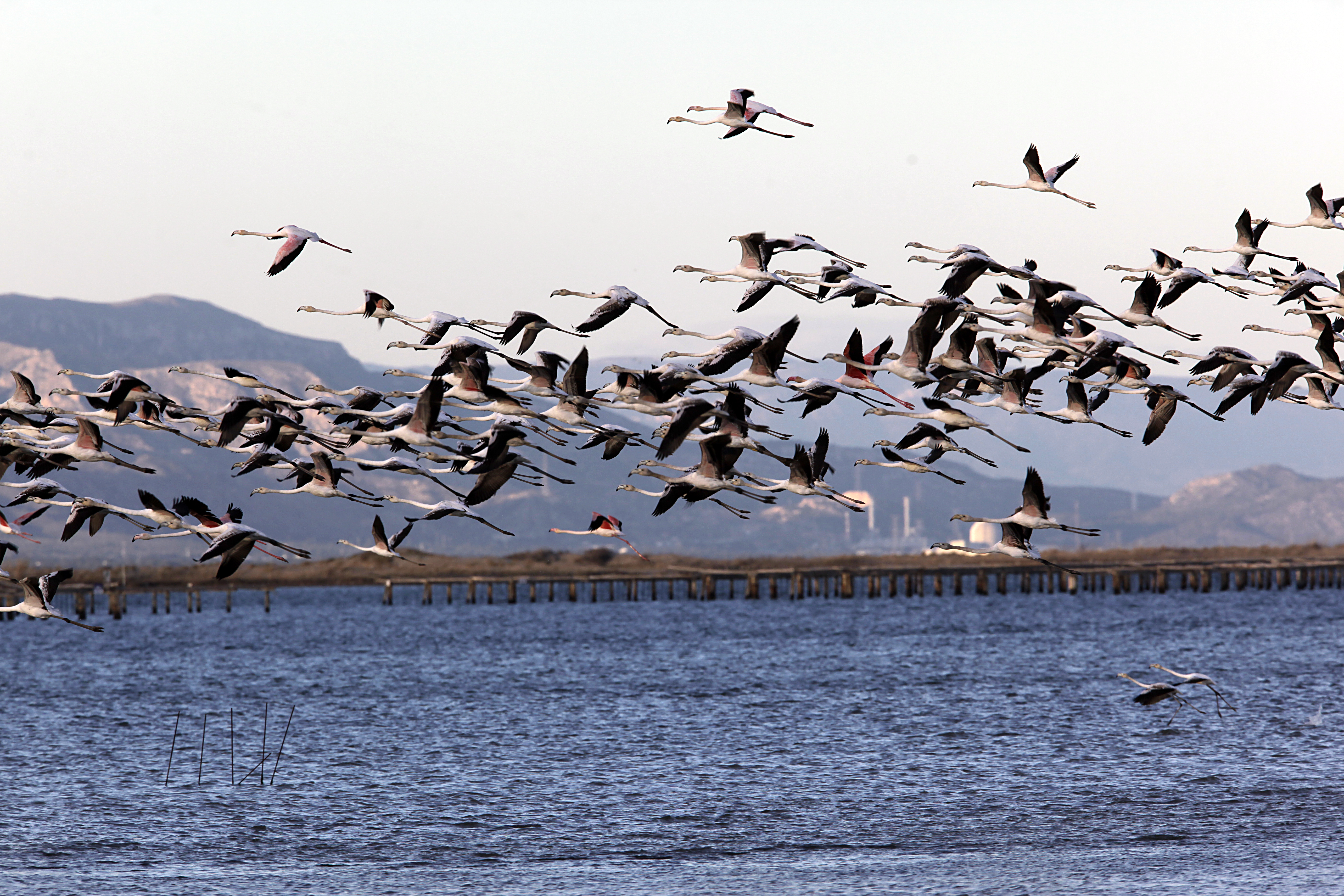
Flamencs rosats al Delta de l'Ebre

En l'espai de la Mediterrània Occidental entre 1970 i 1980 es detecta una població estimada d'uns 60.000 exemplars.  A causa de les condicions favorables per a la nidificació a la Camarga i zones d’Andalusia com del delta del Guadalquivir, al Parc Nacional de Doñana, un gruix important de la població de Phoenicopterus ruber  va aparèixer massivament a la Catalunya Nord sobre l'estany de Canet i Salses al Rosselló amb mitjanes anuals de 700 i 300 exemplars el 1978 i 1979, respectivament, arribant fins a 3500 a principis de setembre de 1977.
A Catalunya trobem registres de flamencs Phoenicopterus ruber al Delta de l'Ebre a l'obra Noticias de Cataluña, atribuit a Francisco de Zamora al segle XVIII. En època contemporània els primers estudis científics sobre la cria de flamencs a territori català daten de 1973 al Delta de l'Ebre.  A Catalunya, en la dècada dels 70 eren presents uns pocs exemplars als Aiguamolls de l’Empordà, i al Delta del Llobregat. Al Delta de l’Ebre, es registren poblacions de 200 exemplars entre 1977 i 1980, mentre que la mitjana poblacional arribà els 500 amb màximes de 2500 l'agost 1984. En l'actualitat la població a Catalunya del Phoenicopterus ruber és de 900 - 2800, sent resident al Delta de l'Ebre.
En aquest periode, al País Valencià l’únic sector en què són presents tot l’any és el dels marjals del Baix Vinalopó i el Baix Segura, concentrats principalment en les salines de Santa Pola, i una mica menys als marjals del Fondo, mentre que esporàdicament ocupen les salines de la Mata i les de Torrevella. En conjunt d'hivernaven els anys 80 serien de 800 a 2000 individus al conjunt del territori valencià. El flamenc és molt mòbil en aquesta part de la Mediterrània i hi ha variacions d’efectius molt sobtades i fins i tot curtes. A les Illes Balears és un divagant no rar, però escàs, especialment en migració i a l’hivern.

### Documentals
- Attenborough, David. «March of the Flamebirds». A: BBC Wildlife on One.  BBC, 1992.
- Jerry Lorenz (ed). The Pink Wave: Flamingos and Florida Webinar.  Audubon Florida, 2023.
- Rodriguez de la Fuente, Félix. «Flamencos». A: El Hombre y la Tierra.  Metro Video Española, 1995 (El Hombre y la Tierra. Serie Fauna Ibérica).